# 口臭
口臭指人口中发出的臭味，普遍視為一個表面的病徵。其起因可以有很多種，大多來自口腔的問題，例如蛀牙和牙周病，亦有可能因為扁桃腺結石，或因為吃了味濃的食物（如蒜頭、洋葱、肉類、魚類和起士等）。吸煙、醉酒、肥胖、壓力大、消化系統毛病等都可以導致口臭。
口臭很少情況下是由於嚴重的身體疾病例如肝功能損壞等造成；大多數情況下問題都很小，通過加强口腔衛生，例如刷乾净舌頭表面和牙齦，漱口清潔喉嚨等即能解決。如果口臭不是由於口腔清潔問題造成，那麽問題就會比較複雜。

## 治療方式
重點在於降低口腔中的硫化物的濃度，可以多食用有芬芳氣味的草葉（如薄荷、紫蘇葉等）、富含纖維素的蔬果使唾液大量分泌（如蘋果、胡蘿蔔、芹菜）、富含維他命C的水果使口腔環境不利於細菌生長（如西瓜、柑橘類）。除了上述食物之外，下章所提及到的健康問題的治療，也會減緩口臭的問題。

## 健康問題

### 口腔
- 牙周病
- 牙齦炎
- 蛀牙
- 舌苔過長

### 呼吸道
- 鼻竇炎
- 氣管炎

### 消化系統
- 胃炎
- 消化不良
- 便秘

### 全身性問題
- 糖尿病
- 肝衰竭
- 尿毒症